# Villa Elisa (ort i Dominikanska republiken)
Villa Elisa är en ort i Dominikanska republiken. Den ligger i provinsen Monte Cristi, i den nordvästra delen av landet, 190 km nordväst om huvudstaden Santo Domingo. Villa Elisa ligger 68 meter över havet och antalet invånare är 1 143.
Terrängen runt Villa Elisa är platt, och sluttar söderut. Runt Villa Elisa är det ganska tätbefolkat, med 58 invånare per kvadratkilometer. Närmaste större samhälle är Villa Vásquez, 19,4 km väster om Villa Elisa. Omgivningarna runt Villa Elisa är en mosaik av jordbruksmark och naturlig växtlighet.